# Steffie Hübel
Steffie Hübel, auch Steffi Hübel oder Steffie Hübl (21. Februar 1923 in Wien – nach 1949) war eine deutsch-österreichische Schauspielerin mit kurzer Filmkarriere in den 1940er Jahren.

## Leben
Hübel kam gegen Ende des Zweiten Weltkriegs zum deutschen Film und erhielt ihre erste Rolle 1944 unter der Regie Fritz Kirchhoffs im Spielfilm Eines Tages an der Seite von Magda Schneider, Ingrid Lutz und Richard Häußler. Gegen Ende des Krieges entstand das Liebesdrama Zwischen Herz und Gewissen (u. a. mit Erich Ponto und Winnie Markus). Der Film kam jedoch erst 1951 in die Kinos. Nach dem Krieg konnte sie ihre Karriere fortsetzen. 1946 war sie im Dokumentarfilm Schleichendes Gift zu sehen, der die Menschen der Nachkriegszeit über Geschlechtskrankheiten informieren sollte. Im Jahre 1949 hatte sie mit der Hauptrolle im Aufklärungsfilm Vom Mädchen zur Frau ihr letztes Engagement.

## Filmografie
- 1944: Eines Tages (Regie: Fritz Kirchhoff)
- 1944/51: Zwischen Herz und Gewissen (Regie: Johannes Meyer)
- 1946: Schleichendes Gift[4] (Regie: Hermann Wallbrück)
- 1949: Vom Mädchen zur Frau (Regie: Alfred Renel)